# عندما تغني الزهور (مسلسل)
عندما تغني الزهور، مسلسل تلفزيوني قطري أنتج وعرض بعام 2005. كتبه وداد الكواري وأخرجه أحمد المقلة .

## قصة المسلسل
تدور أحداث العمل حول أم تجد نفسها أمام مسؤولية كبيرة بعد هرب زوجها تؤدي دور الأم الفنانة القديرة حياة الفهد .

## الممثلين والشخصيات
| الممثل                  | الشخصية |
| ----------------------- | ------- |
| حياة الفهد              | زهور    |
| عبد العزيز جاسم         | عطية    |
| هدى الخطيب              | عتقة    |
| ليلى السلمان            | كلثم    |
| هبة الدري               | حسينة   |
| يلدا                    | حصة     |
| محمد الصيرفي            | عبدالله |
| شهد الياسين             | نجلاء   |
| نوال محمد               | مريم    |
| رزيقة الطارش            | ام زهور |
| صلاح الملا              | حسن     |
| هلال محمد               | محمود   |
| محمد الصايغ             | حمد     |
| حسن إبراهيم             | بدر     |
| آلاء شاكر               | هاجر    |
| عبد الله الكواري (ممثل) | ابراهيم |